# Señorita (singel Shawna Mendesa i Camili Cabello)
Señorita – utwór kanadyjskiego piosenkarza Shawna Mendesa z gościnnym udziałem kubańsko-amerykańskiej piosenkarki Camili Cabello wydany 21 czerwca 2019 roku nakładem wytwórni Island Records. Twórcami tekstu nagrania są Mendes, Cabello, Charli XCX, Ali Tamposi, Jack Patterson z zespołu Clean Bandit, a także jego producenci, Cashmere Cat, Benny Blanco oraz Andrew Watt.
Jest to druga współpraca w dorobku obu artystów od czasów singla „I Know What You Did Last Summer” wydanego w ramach promocji debiutanckiego albumu artysty, Handwritten (2015). Utwór dotarł na szczyty notowań w 26 krajach, w tym w Australii, Austrii, Czechach, Holandii, Irlandii, Kanadzie, Niemczech, Rosji, Stanach Zjednoczonych, Szwecji, Szwajcarii, Wielkiej Brytanii, na Słowacji czy w Szkocji, a także do pierwszej trójki w Hiszpanii i we Francji. W Polsce, nagranie było notowane na pozycji pierwszej. Utwór nominowany był w pięciu kategoriach podczas MTV Video Music Awards 2019, z czego nagrody zdobył w dwóch z nich: Najlepsza współpraca i Najlepsza kinematografia.
Nagranie w Polsce uzyskało certyfikat dwukrotnie diamentowej płyty CD.

## Promocja
W grudniu 2018 roku Mendes i Cabello ujawniali pierwsze wskazówki na temat kolejnej kolaboracji, po czym później 19 czerwca 2019 roku na ich oficjalne profile w serwisach Instagram i Twitter dodano jej oficjalne zwiastuny, okładkę, a także potwierdzono datę wydania.

## Teledysk
Teledysk do utworu wyreżyserowany przez Dave’a Meyersa miał swoją premierę w piątek, 21 czerwca 2019 roku. Przedstawia on obu artystów przebywających w Los Angeles. Wideoklip osiągnął liczbę 26 mln wyświetleń w ciągu doby na platformie YouTube. Na dzień 18 marca 2021 roku jest tam już ponad miliard dwieście piętnaście milionów wyświetleń.

## Historia wydania
| Region            | Data            | Format                               | Wytwórnia                        | Przypisy |
| ----------------- | --------------- | ------------------------------------ | -------------------------------- | -------- |
| Cały świat        | 21 czerwca 2019 | digital download, media strumieniowe | Island Records                   | [ 1 ]    |
| Stany Zjednoczone | 25 czerwca 2019 | contemporary hit radio               | Island Records, Republic Records | [ 12 ]   |